# For What It's Worth (canción de Liam Gallagher)
«For What It's Worth» es una canción del cantante inglés Liam Gallagher. Fue lanzado como tercer sencillo del álbum debut de Gallagher, As You Were el 10 de agosto de 2017. Fue compuesta junto a Simon Aldred.

## La canción
La canción está compuesta en la tonalidad de Do mayor (C). Es una balada que retrotrae a algunos de los mayores éxitos de Oasis compuestos de esa manera, como «Don't Look Back in Anger» o «Stand by Me».
En cuanto a la letra, Gallagher habla en la misma acerca de una relación rota, en la que pide disculpas y acepta sus errores, haciéndose cargo de ellos "seré el primero en decir que cometí mis propios errores". Apenas fue lanzada muchos críticos y fanáticos concluyeron que la letra era un pedido de perdón hacia su hermano Noel en referencia a lo sucedido el día de la separación de Oasis. Algunas frases como "yo sé que con el tiempo dejaremos esto atrás" alimentaron esta versión y esperanzó a los fanes de Oasis con una posible reunión.

## Video musical
El día del lanzamiento del sencillo, Gallagher lanzó un video promocional de la canción con las letras de la misma siendo escritas en hojas mientras se ven imágenes del mismo Gallagher. Luego fue lanzada una versión realizada por Gallagher en los Air Studios de Londres. Dicha versión fue lanzada luego en la edición Deluxe de As You Were para Japón.
- Datos: Q55518484